# Albany (Wyoming)
Pour les articles homonymes, voir Albany.
Albany est une census-designated place (CDP) située dans le comté d'Albany, dans l'État du Wyoming, aux États-Unis. Elle compte 55 habitants en 2010.
D'après le Bureau du recensement des États-Unis, la CDP s'étend sur un territoire de 28,5 km2, intégralement constitué de terre ferme

## Éducation
Albany dépend du district scolaire n° 1 du comté d'Albany.